# Pseudocyclopia gisbrechti
Pseudocyclopia gisbrechti är en kräftdjursart som beskrevs av Wolfenden 1902. Pseudocyclopia gisbrechti ingår i släktet Pseudocyclopia, och familjen Pseudocyclopiidae. Arten är reproducerande i Sverige.